# Lars-Olof Sjöberg
Lars-Olof Sjöberg, född 3 februari 1930 i Frösunda församling, Stockholms län, död 7 maj 2020, var en svensk skolman, museiman och fil.dr. i grekiska.
Lars-Olof Sjöberg blev fil.kand. 1952, fil.mag. 1954, fil.lic. 1959 och fil.dr. i grekiska vid Uppsala universitet 1962. Han var lektor vid försöksgymnasiet i Nacka 1963–1966, studierektor vid Saltsjöbadens samskola 1966–1969, t.f. rektor vid Nacka gymnasium 1969–1971, biträdande skoldirektör i Södertälje 1971–1975, skolinspektör vid länsskolnämnden i Stockholms län 1975–1986 och länsskolinspektör länsskolnämnden i Gävleborgs län 1987–1989. 
Lars-Olof Sjöberg var museidirektör och chef för Medelhavsmuseet i Stockholm 1989–1993 och arbetade därefter som utredare vid Riksantikvarieämbetet.
Han var ordförande i Svenska Klassikerförbundet 1982–1992.
Lars-Olof Sjöberg var son till Paul Sjöberg och Signe f. Allgulander, yngre bror till Anders Sjöberg samt farbror till Örjan Sjöberg.
Han gifte sig 1957 med Elisabeth Jentzen (f. 1935), dotter till generalmajor Harald Jentzen. De fick 4 barn.